# Zaluzianskya villosa
Zaluzianskya villosa är en flenörtsväxtart som beskrevs av Franz Wilibald Schmidt. Zaluzianskya villosa ingår i släktet Zaluzianskya och familjen flenörtsväxter. Inga underarter finns listade i Catalogue of Life.